# Geothrix terrae
Geothrix terrae es una especie de bacteria gramnegativa del género Geothrix. Fue descrita en el año 2023. Su etimología hace referencia a tierra. Es anaerobia e inmóvil. Forma colonias pequeñas, circulares y de color naranja en agar R2A. Temperatura de crecimiento entre 20-35 °C, óptima de 30 °C. Catalasa y oxidasa negativas. Tiene un genoma de 3,4 Mpb y un contenido de G+C de 68,07%. Se ha aislado del suelo de un arrozal en la provincia de Fujian, China. 